# Římskokatolická farnost Prosiměřice
Římskokatolická farnost Prosiměřice je územní společenství římských katolíků s farním kostelem svatého Jiljí v moravskokrumlovském děkanství.

## Historie farnosti
První a nejstarší zmínka o farním kostele pochází z 19. září 1226 ze zakládající listiny města Znojma českým králem Přemyslem Otakarem I. Kostel zřejmě založený v románském období byl ve druhé polovině 13. století přebudován do raně gotické podoby. V první polovině 14. století začali premonstráti z Louckého kláštera zásadní přestavbu kostela, další drobnější úpravy nastaly v 15. století. Přibližně dnešní podobu dostal kostel v období další přestavby v osmdesátých létech 16. století. V roce 1620 byl kostel v počátcích třicetileté války vypleněný a vypálený. Roku 1657 byl znovu vysvěcen a opraven.

## Duchovní správci
Po roce 1898 zde určitou dobu jako kaplan působil Pavel Huyn, pozdější (1904–1916) brněnský biskup.
Od 1. srpna 2011 byl farářem R. D. Jindřich Čoupek,který je zároveň moderátorem farního tým FATYM Přímětice-Bítov. V rámci změn ve FATYMu byl od 1. července 2015 ustanoven v Prosiměřicích administrátorem excurrendo.
FATYM Přímětice-Bítov je společenství katolických kněží, jáhnů a jejich dalších spolupracovníků. Působí v brněnské diecézi od roku 1996. Jedná se o společnou správu několika kněží nad větším množstvím farností za spolupráce laiků. Mimo to, že se FATYM stará o svěřené farnosti, snaží se jeho členové podle svých sil vypomáhat v různých oblastech pastorace v Česku.
Od 23. prosince 2022 je administrátorem excurrendo farnosti P. Jan Sokulski, C.Ss.R. z Tasovic ve znojemském děkanství.

## Bohoslužby
| Kostel                  | Místo       | Bohoslužba (den)     | Hodina | Poznámka     |
| ----------------------- | ----------- | -------------------- | ------ | ------------ |
| svatého Jiljí           | Prosiměřice | neděle               | 8.00   | farní kostel |
| Nanebevzetí Panny Marie | Bantice     | neděle (2. v měsíci) | 11.00  | kaple        |
| svatého Kříže           | Vítonice    | neděle (3. v měsíci) | 11.00  | kaple        |

## Aktivity ve farnosti
Dnem vzájemných modliteb farností za bohoslovce a bohoslovců za farnosti brněnské diecéze je 22. květen. Adorační den připadá na 17. března. Na faře v Prosiměřicích se každoročně pořádá několik turnusů duchovní obnovy exercičního typu, které začínají vždy ve čtvrtek večer a končí v neděli odpoledne.
Ve farnosti se pravidelně koná tříkrálová sbírka. V roce 2017 se při ní v Prosiměřicích vybralo 19 111 korun.
FATYM vydává čtyřikrát do roka společný farní zpravodaj (velikonoční, prázdninový, dušičkový a vánoční) pro farnosti Vranov nad Dyjí, Přímětice, Bítov, Olbramkostel, Starý Petřín, Štítary na Moravě, Chvalatice, Stálky, Lančov, Horní Břečkov, Prosiměřice, Vratěnín, Citonice, Šafov, Korolupy, Těšetice, Lubnice, Lukov, Práče a Vratěnín.